# Ladan-Kara
Ladan-Kara est un village dans le District de Suzak, dans la province de Jalal-Abad, au Kirghizistan.

## Démographie
Ladan-Kara compte 6 384 habitants, d'après le recensement de 2009.

## Source de la traduction
- (en) Cet article est partiellement ou en totalité issu de l’article de Wikipédia en anglais intitulé « Ladan-Kara » (voir la liste des auteurs).